# Pinochet Boys
Os Pinochet Boys foram uma banda punk formada em 1984, em Santiago, tendo sido uma das mais importantes bandas punk chilena - segundo muitos, a primeira de todas - apesar da sua vida curta e dos escassos registros de suas músicas.

## História
Nos pátios do Campus Oriente da Universidade Católica em Santiago, reuniam-se Daniel Puente Encina e Iván 'Vanchi' Conejeros, ambos partilhavam do gosto pelo pop-rock inglês e desprezo pelas bandas relativas (tanto as oficiais pela ditadura chilena quanto as de oposição) que respiravam sem graça nem surpresa no Chile sob ditadura. Conejeros era proveniente de La Unión, onde ele cresceu e absorveu todas as informações musicais que pôde. Quando em 1984, o seu irmão Miguel também foi para Santiago, eles decidiram formar uma banda, que provocou alguma agitação em um país atingido pelo medo e pelo tédio.
Com os equipamentos comprados com o dinheiro da venda de um Fiat 600 dos irmãos Conejeros: uma bateria e um sintetizador Korg programável e o pagamento do conserto de uma guitarra que Daniel tinha quebrado, fizeram algumas apresentações improvisadas, e logo se juntou a eles Sebastián 'Tan' Levine (já com alguma experiência na primeira formação da La Banda del Gnomo). Como uma satírica homenagem a um regime que ditava a sua hora de dormir, o seu acesso à informação e suas vidas inteiras, nasceram, provocadores, os Pinochet Boys.
Após a sua inclusão na peça teatral Medea, de Vicente Ruiz, a banda estreou formalmente em 1985, no bar La Luna, em frente ao Campus Oriente da Universidade Católica , já tendo que enfrentar a repressão que apressaria seu fim: durante a sua apresentação, em que Vanchi usava um chapéu da polícia chilena, foi atirado da rua um saco de lama que arruinou seus equipamentos e obrigou-os a parar a apresentação.
"Para qualquer um que fazia música nos anos 80, era difícil não ser punk, com tanta repressão em cima", reflexiona hoje Conejeros sobre a 'corriente en contra'; é fato que os Sex Pistols foi um grupo que começou a difundir-se em Santiago quase uma década após o seu aparecimento em Londres. Como tantas outras adaptações culturais, o punk chileno da época, foi um conceito muito sui generis, uma mistura de new-wave, techno-pop e histórias em quadrinhos.
Embora limitado, o repertório do quarteto era poderoso e enfático, e alternava o hedonismo vinculado pelos mais básicos alucinógenos com a fúria ante um país um país sujeito à ditadura militar: "Ditadura músical / Ninguém pode parar de dançar a música do general / Nada no cérebro, nada na geladeira ", eram alguns versos de "La Musica del General", uma das únicas duas músicas que a banda chegou a gravar (a outra é "Botellas Contra el Pavimento" / "En Mi Tiempo Libre"). As fitas foram financiados por Carlos Fonseca, que se ofereceu como seu manager, se eles mudassem o nome. "Como dissemos não, ele ficou com Los Prisioneros e eles foram os famosos", falaram mais tarde.
Em Junho de 1986, o grupo alugou o salão do Sindicato de Taxistas de Santiago para dar vida ao Primeiro Festival Punk chileno. Esse festival também incluiu Zapatilla Rota, Niños Mutantes, Índice de Desempleo e Dadá. Embora incipiente e informal, os  Pinochet Boys faziam parte de um pequeno movimento disposto a expressão subversiva em tempos perigosos. Mas isso teria o seu custo, e um dos maiores foi o fechamento do seu estúdio de ensaio. Em Julho de 1986, o mau final de um festival na rua no qual tocaram, veio à luz na forma de uma manchete no jornal La Quarta: "Escandaloso grupo de 'punks criollos', pintaram de verde e vermelho até o cachorro ".

### Separação e novos projetos
O último concerto do grupo em Santiago foi coerente com essa história. Em meados de 1986, os Pinochet Boys tocaram na Casa Constitución, e tiveram que sair rapidamente do local, quando este foi completamente destruído por uma chuva de garrafadas. O grupo já era apreciado por um círculo de artistas, desde o seu trabalho de musicalização sobre as performances de teatro do diretor Vicente Ruiz. No entanto, a hostilidade policial tornou impossível a sua continuidade.
Viajaram para o Brasil e, em seguida, fizeram um show em Buenos Aires. O propósito dessa viagem era a pura consciência punk: "Não há futuro e não depositem esperanças em nós", eles explicaram aos amigos e à família ao se despedir. Seu primeiro show em São Paulo foi algo como a antiglobalização. No livro La Era Ochentera dos jornalistas Óscar Contardo e Macarena García, Iván Conejeros fala sobre esse show: "Eu comecei a cantar canções dos comerciais da televisão - como o de Rexona, por exemplo - porque eu não sabia mais músicas. Mas não acharam graça. Depois, joguei flores de plástico e foi um desastre. Tivemos de esperar um longo tempo no camarim antes de poder sair porque queriam nos pegar lá fora".
Sem registros formais das suas canções, os Pinochet Boys se dissolveram naturalmente e sem serem lembrados pela geração seguinte de chilenos. Mais  tarde, três deles chamaram a atenção novamente com projetos de rock independente. Miguel Conejeros ficou um tempo em sua cidade natal, La Union, mas depois mudou-se para Santiago de trabalhar com o Parkinson (e, mais tarde, ocultar-se com o pseudônimo Fiat600). Daniel e Tan mantiveram o grupo com Carlos Calor (vocais) junto com Rodrigo Hidalgo (guitarra, ex-Dadá e futuro Parkinson). Em 1989, Daniel mudou-se para a Europa, onde ele formou o aclamado trio Niños con Bombas, mais tarde Daniel formou Polvorosa. Em 2012, começou a atuar e produzir em seu próprio nome Daniel Puente Encina. Em 2012, gravou seu álbum solo Disparo que contém uma versão atual do Botellas contra el pavimento como uma homenagem pessoal a Pinochet Boys. Finalmente, antes de sua partida para Nova Iorque, Tan Levine foi um ativo colaborador de muitas bandas, incluindo Los Electrodomésticos, Primeros Auxilios, María Sonora, Blancoactivos e Supersordo.
Em 2008, a história do grupo foi resgatada por diversos autores no livro Pinochet Boys, um registro fotográfico e de depoimentos de uma banda que tinha mais uma atitude do que uma carreira.

## Discografia
- 2012 - Pinochet Boys, 7" Vinil (Hueso Records)